# Девентер
Девентер (хол. Deventer) је град у Холандији, у покрајини Оверејсел. Према процени из 2008. у граду је живело 97.377 становника.

## Становништво
Према процени, у граду је 2008. живело 89.149 становника.
| 1980.  | 1990.  | 2000.  | 2008.  |
| ------ | ------ | ------ | ------ |
| 79.947 | 82.388 | 89.149 | 97.377 |

## Партнерски градови
- Арнсберг
- Сибињ